# Hautado
Hautado (Haulato, Hautato) ist eine osttimoresische Aldeia im Suco Maubisse (Verwaltungsamt Maubisse, Gemeinde Ainaro). 2015 lebten in der Aldeia 462 Menschen.

## Geographie
Die Aldeia Hautado liegt im Norden des Sucos Maubisse. Südlich befindet sich die Aldeia Ria-Leco, östlich die Aldeias Vila, Ura-Hou und Hato-Fae und nördlich die Aldeia Sarlala. Im Norden grenzt Hautado an das Verwaltungsamt Aileu (Gemeinde Aileu) mit seinem Suco Lahae.
Straßen durchqueren den Süden der Aldeia. Im Osten liegt das Dorf Hautado, ansonsten besteht die Besiedlung vorwiegend aus einzeln stehenden Häusern, die sich in der Aldeia verteilen.